# Algernon Skeffington
Algernon William John Clotworthy Skeffington, 12e vicomte Massereene et 5e vicomte Ferrard, DSO (28 novembre 1873 - 20 juillet 1956) est un officier de l'armée britannique et membre unioniste d'Ulster du Sénat d'Irlande du Nord de 1921 à 1929. Au cours de cette période, il est leader adjoint du Sénat et secrétaire parlementaire au ministère du Premier ministre,.

## Jeunesse
Skeffington est le fils aîné de Clotworthy John Skeffington, 11e vicomte Massereene et de Florence Whyte-Melville, fille unique du major George Whyte-Melville. Il succède à son père en tant que 12e vicomte Massereene et 5e vicomte Ferrard en 1905, tous deux dans la pairie d'Irlande. Ils portent également le titre de baron Oriel, dans la pairie du Royaume-Uni, ce qui leur donne le droit de siéger à la Chambre des lords .

## Carrière
Il entre dans l'armée en février 1895, lorsqu'il est nommé sous-lieutenant au 17th Lancers, et est promu lieutenant le 13 novembre 1895. Le régiment est stationné en Irlande de 1897 à 1900. Il est promu au grade de capitaine le 8 février 1900. De 1900 à 1902, il sert avec son régiment en Afrique du Sud pendant la seconde guerre des Boers, où il est blessé, mentionné deux fois dans des dépêches (dont la dernière dépêche de Lord Kitchener en date du 23 juin 1902), et pour laquelle il est promu commandant à brevet le 22 août 1902, et créé Compagnon de l'Ordre du Service distingué (DSO). Il reste en Afrique du Sud pendant toute la guerre, qui se termine en juin 1902 par la paix de Vereeniging. Quatre mois plus tard, il quitte Le Cap avec d'autres officiers et hommes du 17th Lancers sur le SS German fin septembre 1902, et arrive à Southampton fin octobre, puis est affecté à Édimbourg. Il prend sa retraite de l'armée en 1907, mais sert de nouveau comme officier avec le North Irish Horse pendant la Première Guerre mondiale entre 1914 et 1918.
Lord Massereene est secrétaire parlementaire au département du Premier ministre d'Irlande du Nord de 1921 à 1929. Il est également Lord Lieutenant et Custos Rotulorum du comté d'Antrim de 1916 à 1938.

## Vie privée

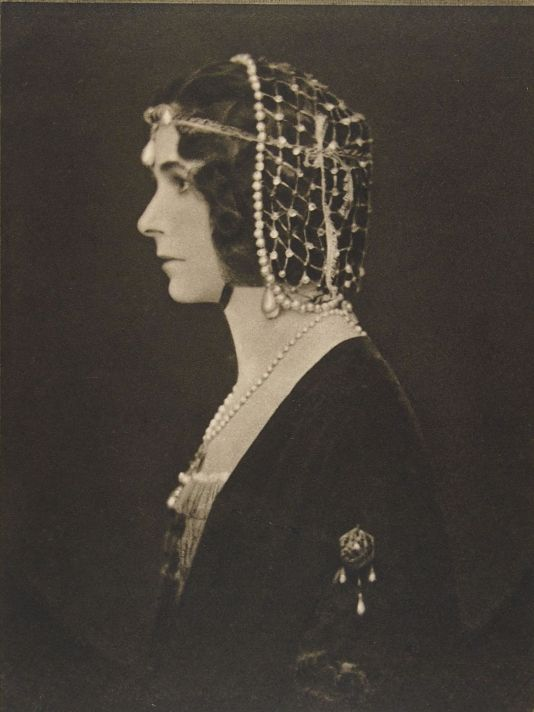
Sa première épouse, Jean Barbara Ainsworth

Lord Massereene se marie deux fois. En 1905, il épouse Jean Barbara Ainsworth (décédée en 1937), fille aînée de Sir John Ainsworth, 1er baronnet. Ils ont un fils, John Whyte-Melville-Skeffington, qui lui succède en tant que 13e vicomte. En 1940, il se remarie avec Mme Florence Clementina Vere Vere-Laurie.